# Борхлинг, Конрад
Конрад Август Иоганн Карл Бо́рхлинг (нем. Conrad August Johann Carl Borchling; 20 марта 1872, Хитцаккер — 1 ноября 1946, Гамбург) — немецкий германист, профессор, специалист по нижненемецкому языку; первый декан философского факультета Гамбургского университета, председатель Ассоциации исследований нижненемецкого языка (1924—1939); член НСДАП (с 1933).

## Биография
Конрад Август Иоганн Карл Борхлинг родился 20 марта 1872 в Хитцакере в семье прусского налогового чиновника. Конрад учился в средних школах в Лере (Восточная Фризия), Хильдесхайме и Эмдене; в 1889 году в Эмдене он получил диплом об окончании средней школы. С осени 1889 по 1896 года он изучал классическую филологию и германистику в университете Геттингена: среди его преподавателей были Мориц Гейне (Moritz Heyne), Густав Рете (Gustav Roethe), Эдвард Шредер и Ульрих фон Виламовиц-Мёллендорф. В 1891 году Борхлинг стал членом братства «Alemannia Göttingen». После прохождения государственного экзамена в 1896 году он получил квалификацию преподавателя греческого, латинского, немецкого и английского языков. В следующем году он защитил диссертацию о романе «Титурель» («Der jüngere Titurel und sein Verhältnis zu Wolfram von Eschenbach»), став кандидатом наук.
В 1903 году Борхлинг защитил докторскую диссертацию по истории нижненемецкого языка в Восточной Фризии («Studien zur Geschichte der niederdeutschen Sprache in Ostfriesland»). После этого он, первоначально, работал приват-доцентом немецкой филологии в Геттингене, а с 1906 года — стал адъюнкт-профессором германской лингвистики в Королевской академии в Познани.
С 1910 года Конрад Борхлинг являлся профессором немецкого языка в «Allgemeine Vorlesungswesen» — организации, предшествовавшей созданию Гамбургского университета — и, одновременно, являлся заведующим кафедрой немецкого языка. В 1919 году Борхлинг стал профессором немецкой лингвистики и немецкой литературы со специализацией в нижненемецком и голландском языкам (Deutsche Sprachwissenschaft und Deutsche Literatur mit besonderer Berücksichtigung des Niederdeutschen und des Niederländischen) и первым деканом философского факультета в недавно созданном Гамбургском университете. Среди его учеников были радиоведущие Ганс Беттчер (Hans Otto Böttcher) и Курт Стапельфельдт (Kurt Stapelfeldt), которые в 1924 году были среди основателей радиостанции «Nordische Rundfunk AG» (NORAG). В 1925 году Борхлинг был избран членом-корреспондентом Академии наук Геттингена.
Конрад Борхлинг являлся членом Немецкой народной партии (DVP), а — после её роспуска в 1933 году — вступил в НСДАП. 11 ноября 1933 года он был среди более 900 ученых и преподавателей немецких университетов и вузов, подписавших «Заявление профессоров о поддержке Адольфа Гитлера и национал-социалистического государства». Отношение Борхлинг к национал-социализму являлось сложным: с одной стороны, он был близок к национал-социалистической идеологии в части национально-консервативной и великогерманской политики; с другой стороны, в 1939 году Агата Лаш показала, что Борхлинг боролся за неё в период репрессий, и что взгляды Борхлинга на развитие диалектов немецкого вызывали критику со стороны НСДАП, включая обвинения в «партикуляризме».
Выйдя в отставку в 1937 году, Конрад Борхлинг в 1942 году стал членом-корреспондентом Прусской академии наук. В 1945 году он был освобожден британским военным правительством. С 1924 по 1939 год Борхлинг являлся председателем Ассоциации исследований нижненемецкого языка.

## Память

### Премия имени Конрада Борхлинга
С 1964 по 1987 год Фонд Альфреда Тепфера (Alfred Toepfer Stiftung F. V. S.) присуждал премию имени Конрада Борхлинга за работы по нижненемецкой и фризской лингвистике и литературе. Первым обладателем премии стал Карл Хилдгаард-Дженсен (Karl Hyldgaard-Jensen), среди других победителей были Бернд-Ульрих Кеттнер (1970), Райнхард Гольтц (Reinhard Goltz, 1984) и Томас Стеенсен (1987). В 1989 году фонд отказался от присуждения данной премии.

### Улица «Borchlingweg»
В 1950 году, в память о Конраде Борхлинге, улица «Neulandsweg» в Гамбурге была переименована в «Borchlingweg».

## Работы
Архив Борхлинга хранится в Государственном архиве Гамбурга. В 1917 году Борхлинг, совместно с Агатой Лаш, основал «Arbeitsstelle Hamburgisches Wörterbuch»; с 1923 года они также собрали материал для словаря «Mittelniederdeutsches Handwörterbuch»:
- Der jüngere Titurel und sein Verhältnis zu Wolfram von Eschenbach. Göttingen 1897 (Preisschrift/Dissertation; Digitalisat)
- Mittelniederdeutsche Handschriften in Norddeutschland und den Niederlanden. Erster Reisebericht. In: Nachrichten von der Königl. Gesellschaft der Wissenschaften zu Göttingen. Philol.-hist. Klasse, Geschäftliche Mittheilungen 1898, Göttingen 1899, S. 79-316.
- Mittelniederdeutsche Handschriften in Skandinavien, Schleswig-Holstein, Mecklenburg und Vorpommern. Zweiter Reisebericht. In: In: Nachrichten von der Königl. Gesellschaft der Wissenschaften zu Göttingen. Philol.-hist. Klasse, 1900 (Beiheft), Göttingen 1900.
- Das Alter des Görlitzer Judeneids. In: Neues Lausitzisches Magazin. Band 86, 1910, S. 245—255.
- Das belgische Problem: 9. Okt. 1914. Friederichsen, Hamburg 1914 (Deutsche Vorträge hamburgischer Professoren; 4)
- Das Landrecht des Sachsenspiegels nach der Bremer Handschrift von 1342. Hamburgische Texte und Untersuchungen zur Philologie I, Ruhfus, Dortmund 1925.
- Rechtssymbolik im germanischen und römischen Recht. Leipzig 1926; Nachdruck: Wissenschaftliche Buchgesellschaft, Darmstadt 1965.
- 1000 Jahre Plattdeutsch. Proben niederdeutscher Sprache und Dichtung vom Heliand bis 1900. (Anthologie) 2 Bände, Glückstadt bei Hamburg 1927—1929.
- (mit Rudolf Muuß) Die Friesen. Breslau 1931 (Nachdruck: Reprint-Verlag, Leipzig, Holzminden 2001, ISBN 3-8262-0215-5)
- Plattdeutsche Rechtschreibungslehre für die Mundarten des nordniedersächsischen Raumes. Hamburg 1935.
- Совместно с Bruno Claussen: Niederdeutsche Bibliographie. 3 Bände, Neumünster 1931—1957 (Borchling/Claussen)

## Семья
Конрад Август Борхлинг был женат на Алиде Борхлинг (в девичестве — Мелле, род. 1885) — дочери гамбургского адвоката, сенатора и мэра Вернера фон Мелле (1853—1937).